# Mutter Gottes von den Engeln (Dziurdziewo)
Die Kirche der Mutter Gottes von den Engeln in Dziurdziewo (deutsch Thalheim, bis 1877 Dziurdziau) ist ein Bauwerk aus der ersten Hälfte des 19. Jahrhunderts. Bis 1945 war sie zentrales Gotteshaus des evangelischen Kirchspiels Dziurdziau bzw. Thalheim im ostpreußischen Kreis Neidenburg. Heute ist sie Filialkirche der römisch-katholischen Pfarrei Szkotowo (deutsch Skottau) in der polnischen Woiwodschaft Ermland-Masuren.

## Geographische Lage
Dziurdziewo liegt westlich der Kreisstadt Nidzica (deutsch Neidenburg) im Südwesten der Woiwodschaft Ermland-Masuren, zwei Kilometer nördlich der Woiwodschaftsstraße 538. Die Kirche steht in der nördlichen Ortsmitte.

## Kirchengebäude
Über ein Gotteshaus aus der Gründungszeit der Kirche in Dziurdziau im 16. Jahrhundert weiß man nur, dass aus der alten Kirche ein Vesperbild stammen könnte, das in der ersten Hälfte des 15. Jahrhunderts angefertigt worden war. Es soll dem Prussia-Museum in Königsberg (Preußen) (russisch Kaliningrad) übergeben worden sein, fand sich später aber im Königsberger Schloss. Mangels Instandsetzungsmaßnahmen verfiel das alte Kirchengebäude und musste schließlich durch einen Neubau ersetzt werden.
Dieser wurde 1824 in Angriff genommen und ein Jahr später vollendet. Errichtet wurde aus Feld- und Ziegelsteinen ein massiver Rechteckbau mit vorgelegtem quadratischen Westturm. Das Kirchenschiff hat zwei Fensterreihen: im oberen Bereich hohe Rundbogenfenster, im unteren Bereich hohe Stichbogenfenster. Ursprünglich war auf allen vier Seiten ein Eingang. Über dem nördlichen stand die deutsche Inschrift Dem Allvollkommenen, über dem südlichen die polnische Bezeichnung Nay Doskonalszemm, wobei beide Begriffe gleichbedeutend sind. Die Kirche ist außen und innen verputzt.
Als Materialien für den Kirchenbau wurden aufgelistet: 36 Stck. Sägeböcke, 58 Fuß starkes Bauholz, 52 1/4 mittel Bauholz, 30 Achtel Feldsteine, 87500 Ziegel, 1150 Gesims-Ziegel, 4500 Dachpfannen, ^143 Feldsteine, 143 Tonnen Kalk und 398 Fuhren Mauersand.
Die Innenausstattung der Kirche war schon immer schlicht gehalten: ein gemauerter Altar, eine sechseckige hölzerne Kanzel links vom Altar, sowie ein Tauftisch. Hinter dem Altar war ein Ölgemälde angebracht, das den „Ungläubigen Thomas“ darstellte. In einem Fenster an der Südseite war das gräflich von Finckensteinsche Wappen als Glasmalerei zu sehen. Es befand sich über dem Patronatsgestühl.
Eine Orgel wurde 1825 in der Kirche installiert. Für sie wurde ein Kostenaufwand von 350 Talern angegeben. Das Geläut der Kirche bestand aus drei Glocken. 1852 erstand die Kirchgemeinde einen silbernen Abendmahlskelch nebst Patene.
Bis 1945 war die Kirche ein evangelisches Gotteshaus. Jetzt ist sie im Eigentum der römisch-katholischen Kirche und wurde schon mehrfach baulich verändert. Sie ist der Maria von den Engeln gewidmet und Filialkirche der Pfarrei in Szkotowo (Skottau).

## Kirchengemeinde

### Evangelisch

#### Kirchengeschichte
Eine Kirchengemeinde evangelischer Konfession wurde in Dziurdziau im Jahre 1584 gegründet. Stand sie anfangs unter dem Patronat der Herrschaft auf Gut Wiersbau (1928 bis 1945 Taubendorf, heute polnisch Gołębiewo) bei Neidenburg, war sie seit dem 17. Jahrhundert bis etwa 1832 den Grafen von Finckenstein auf Gilgenburg (polnisch Dąbrówno) verpflichtet, danach den Gutsfamilien in Lindenau (polnisch Lipowka). Im 16. Jahrhundert hatte die Kirche in Dziurdziau eigene Pfarrer, dann wurde sie von Skottau (polnisch Szkotowo) aus mitversorgt. Nach geraumer Zeit erhielt die Kirchengemeinde Dziurdziau wieder ihre Eigenständigkeit, lediglich den Pfarrer musste sie sich mit Skottau „teilen“, der auch eben dort seinen Amtssitz hatte. Skottau und Thalheim waren „vereinigte Kirchengemeinden“.
In den 1920er Jahren ging das Kirchenpatronat für das seit 1877 „Thalheim“ genannte Kirchdorf auf die Ostpreußische Landgesellschaft in Königsberg (Preußen) über. 1925 zählte die Kirchengemeinde insgesamt 959 Gemeindeglieder. Sie gehörte bis 1945 zum Kirchenkreis Neidenburg (Nidzica) in der Kirchenprovinz Ostpreußen der Kirche der Altpreußischen Union.
Flucht und Vertreibung der einheimischen Bevölkerung setzten zwischen 1945 und 1950 der evangelischen Gemeinde in dem nun „Dziurdziewo“ genannten Ort ein Ende. Die Kirche wurde der katholischen Gemeinde übereignet. Hier jetzt lebende evangelische Kirchenglieder gehören zur Heilig-Kreuz-Kirche Nidzica in der Diözese Masuren der Evangelisch-Augsburgischen Kirche in Polen. Sie unterhält im näher gelegenen Gardyny (Groß Gardienen) eine Filialgemeinde.

#### Kirchspielorte
Zum Kirchspiel Dziurdziau/Thalheim gehörten bis 1945 die Orte:
- Adlig Kamiontken (1932 bis 1945: Steintal), polnisch Kamionki
- Taubendorf (bis 1928: Gut Wiersbau b. Neidenburg), polnisch Gołębiewo
- Thalheim (bis 1877: Dziurdziau), polnisch Dziurdziewo
- Wiesenfeld (bis 1898: Dorf Wiersbau b. Neidenburg), polnisch Wierzbowo.

#### Pfarrer
Von den seinerzeit in Dziurdziau amtierenden Geistlichen sind die Namen
- Paul Lubienski, 1584
- Stanislaus Quiatkowski, 1594

bekannt.

#### Kirchenbücher
Bei der Deutschen Zentralstelle für Genealogie in Leipzig werden von den Kirchenbüchern der Thalheimer Kirche aufbewahrt:
- Taufen 1813 bis 1850
- Trauungen 1813 bis 1849
- Begräbnisse 1813 bis 1875.

### Römisch-katholisch
Vor 1945 gab es in Thalheim keine katholische Kirche. Die wenigen Katholiken gehörten zur Pfarrei in Thurau (polnisch Turowo). Nach 1945 siedelten sich in Dziurdziewo vermehrt polnische Neubürger an, die die vorher evangelische Dorfkirche als ihr Gotteshaus nutzten. Heute ist die Kirche „Mutter Gottes von den Engeln“ eine Filialkirche der römisch-katholischen Pfarrei Szkotowo (Skottau) im Erzbistum Ermland.